# Випсания Марцела (съпруга на Лепид)
Вижте пояснителната страница за други личности с името Випсания.
Випсания Марцела (на латински: Vipsania), понякога наричана Випсания Марцела Младша е римска благородничка, вероятно дъщеря на римския генерал и държавник Марк Агрипа и съпругата му Клавдия Марцела.

## Биография
Випсания предполагаемо е родена между 27 и 21 пр.н.е. Тя е съпруга на Марк Емилий Лепид. Випсания има една по-възрастна родна сестра на име Випсания Марцела и две по-възрастни полусестри Випсания Атика и Випсания Агрипина от първият брак на баща ѝ с Цецилия Атика, както и още пет по-млади полубратя и полусестри: Гай Цезар, Юлия Младша, Луций Цезар, Агрипина Стара и Агрипа Постум от третия брак на баща ѝ с Юлия. От страната на майка си има няколко по-млади полубратя и сестри, между тях са Луций Антоний и Юла Антония.
Когато Випсания се омъжва за Лепид и двамата са сравнително млади. Тя е племенница на Клавдия Марцела Младша, втора съпруга на бащата на Емилий Лепид. Бракът на Лепид с Випсания вероятно подобрява политическото му влияние. Изглежда, че двамата са имали деца: името на предполагаем син е оцеляло в надписи в базиликата „Емилия“, също е известно, че жена на име Емилия Лепида е дъщеря на Марк Лепид, но не е известно дали е била дъщеря на Випсания. Ако Випсания не е майка на Емилия, се предполага, че е починала сравнително млада, а Емилия е дъщеря на Лепид от друга жена.

## Забележки
1. ↑  за да се различава от сестра ѝ Випсания Марцела

### Цитирана литература
- Syme, Sir Ronald. The Augustan Aristocracy.   Clarendon Press, 1989. ISBN 0198147317. (на английски)
- Lightman, Marjorie & Benjamin. A to Z of Ancient Greek and Roman Women.   Infobase Publishing, 2008. ISBN 1438107943. (на английски) Архив на оригинала от 2022-06-27 в Wayback Machine.
- de la Bédoyère, Guy. Domina: The Women Who Made Imperial Rome.   New Haven и London, Yale University Press, 2018. ISBN 978-0-300-23030-7. (на английски)